# Saúl de Hungría
Saúl de Hungría (cerca de 1115 – después de 1131) era un príncipe real húngaro, sobrino del rey Esteban II de Hungría, quien al no tener descendientes lo nombró su sucesor.

## Biografía
Saúl era hijo de la princesa Sofía de Hungría (hija del rey Colomán el Bibliófilo y hermana de Esteban II de Hungría) y de Saul, el ispán de la provincia de Bihar. Se sabe poco sobre los primeros años de la vida de Saul, y las crónicas sólo comienzan a mencionarlo una vez que el rey Esteban II lo nombra su heredero ante el temor de no haber tenido hijos sucesores. Sin embargo cuando en la primavera de 1131 murió Esteban II, Saul no se convirtió en rey, sino que el primo del rey, Bela el ciego ascendió al trono por ser descendiente por vía paterna de la Casa de Árpad (con mayor legitimidad que Saul). Alrededor de estos acontecimientos el príncipe Saul desaparece de las crónicas y se presume que murió o bien antes del rey Esteban II, o al poco tiempo después en guerras para obtener el trono húngaro.